# Пасадина (Калифорния)
Пасади́на или Пасаде́на (англ. Pasadena [ˌpæsəˈdiːnə)]) — калифорнийский город в округе Лос-Анджелес, пригород Лос-Анджелеса, расположенного в 19 км к юго-западу от Пасадины. Главный центр долины Сан-Габриэль, расположенной у подножья одноимённого горного кряжа рядом с национальным лесом Анджелес.
С 1890 года в Пасадене каждый Новый год проходит Парад роз, привлекающий сотни тысяч туристов и транслирующийся во многих странах мира.

## История
В 1771 году Пасадина входила в состав земель католической миссии архангела Гавриила, которая дала название долине и горам. В 1834 году мексиканский губернатор выделил часть миссии под названием ранчо «Сан-Паскуаль» в пользование отставного офицера Хуана Марине.
Поселение основал в 1874 году Томас Эллиот из Индианы. Название города в переводе с языка оджибве означает «венец долины». Посёлок превратился из средоточия цитрусовых плантаций в популярный зимний курорт после постройки железной дороги на Санта-Фе.

## Климат
| Показатель                                                                | Янв. | Фев. | Март | Апр. | Май  | Июнь | Июль | Авг. | Сен. | Окт. | Нояб. | Дек. | Год  |
| ------------------------------------------------------------------------- | ---- | ---- | ---- | ---- | ---- | ---- | ---- | ---- | ---- | ---- | ----- | ---- | ---- |
| Абсолютный максимум, °C                                                   | 34   | 33   | 37   | 41   | 40   | 45   | 45   | 43   | 46   | 42   | 38    | 34   | 46   |
| Средний суточный максимум, °C                                             | 20,1 | 20,7 | 22,6 | 24,6 | 25,7 | 28,7 | 31,7 | 32,9 | 32,2 | 28,3 | 23,7  | 19,6 | 25,9 |
| Средняя температура, °C                                                   | 13,8 | 14,3 | 15,8 | 17,4 | 18,9 | 21,5 | 24,2 | 25,1 | 24,3 | 20,9 | 16,7  | 13,3 | 18,9 |
| Средний суточный минимум, °C                                              | 7,5  | 7,8  | 9,1  | 10,3 | 12,2 | 14,3 | 16,7 | 17,3 | 16,4 | 13,5 | 9,8   | 7,1  | 11,8 |
| Абсолютный минимум, °C                                                    | −6   | −3   | −2   | −1   | 0    | 5    | 7    | 6    | 5    | 2    | −3    | −4   | −6   |
| Среднее число дней с осадками                                             | 7    | 8    | 6    | 3    | 3    | 2    | 1    | 1    | 1    | 3    | 3     | 6    | 42   |
| Норма осадков, мм                                                         | 115  | 131  | 77   | 28   | 12   | 5    | 2    | 1    | 6    | 21   | 28    | 85   | 511  |
| Источник: Национальное управление океанических и атмосферных исследований |      |      |      |      |      |      |      |      |      |      |       |      |      |

## Население
Пасадена — шестой по величине город округа. Согласно переписи населения 2000 года, население города составляло 133 936 человек (160-е место среди городов США). По оценкам Департамента финансов штата Калифорния, в 2005 году население города составляло 146 166 человек.

## Наука и образование
Пасадина — один из главных образовательных центров тихоокеанского побережья: здесь расположен Калифорнийский технологический институт. Близ города действует научно-исследовательская лаборатория НАСА — Лаборатория реактивного движения. Развито производство высокоточного оборудования, которое используется в электронике и авиации.
Помимо университета, в Пасадине действуют три колледжа — Pasadena City College (1924), Pacific Oaks College (1945) и Art Center College of Design (1930).

## Достопримечательности
В центре Пасадины сохранилось немало особняков начала XX века, отмеченных влиянием движения искусств и ремёсел. Неофициальным символом города считается помпезная ратуша 1927 года постройки. Среди других сооружений известен мост Колорадо-стрит, построенный в 1913 году.
Действует несколько значимых музеев:

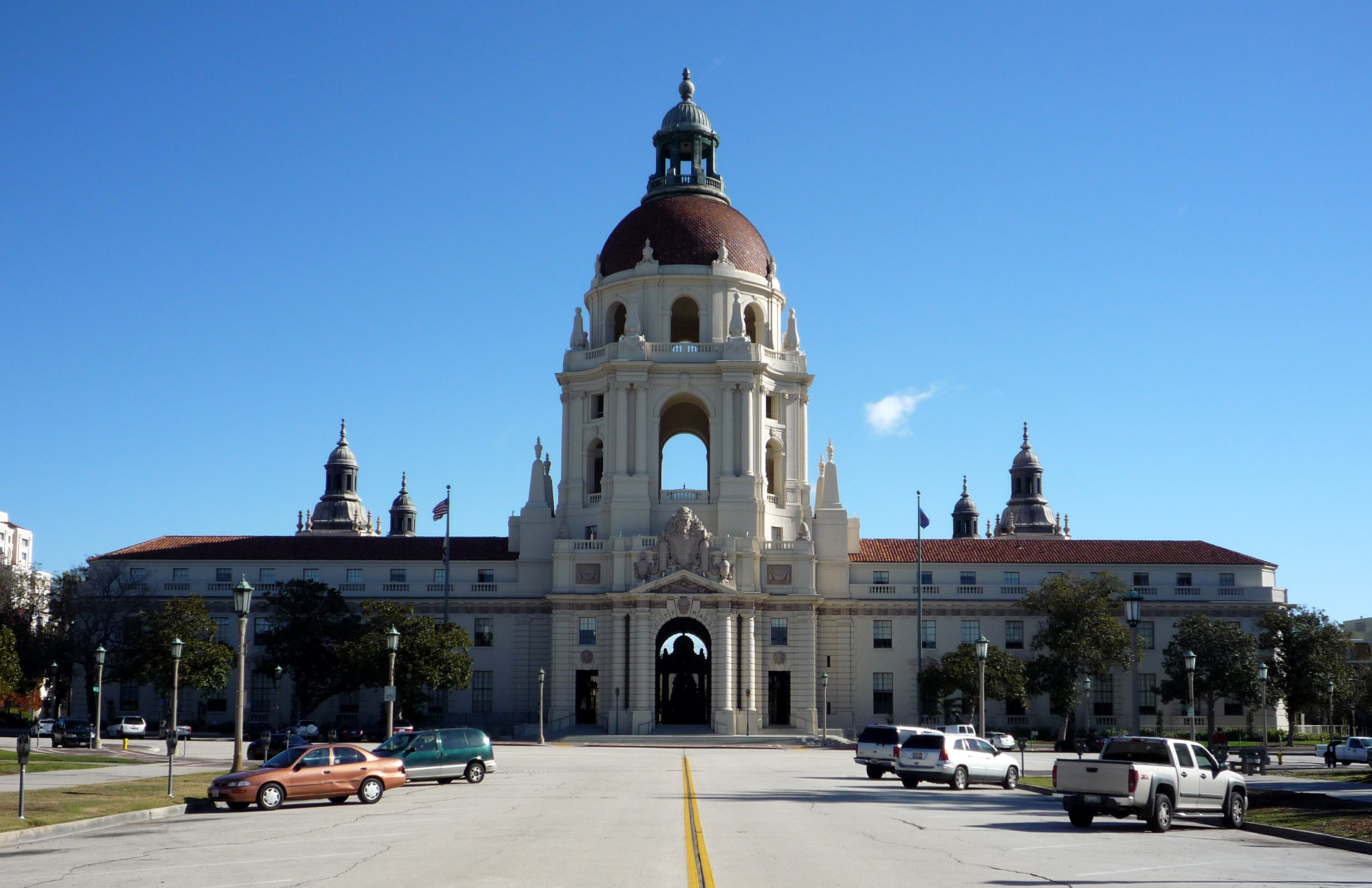
Пасадинская ратуша (1926-27)

- Музей Нортона Саймона, бывший Художественный музей Пасадины, — одно из крупнейших собраний европейского искусства на западе Соединённых Штатов; среди шедевров коллекции — «Пасадинская Мадонна» кисти Рафаэля;
- Музей тихоокеанской Азии[англ.] содержит экспонаты, рассказывающие о культуре Восточной Азии и Океании (садик в китайском стиле, пруды с карпами кои и т. п.);
- Библиотека Хантингтона в Сан-Марино близ Пасадены помещается среди ботанических садов, выдержанных в национальных стилях народов мира. В главном здании выставлены такие шедевры европейского искусства, как «Голубой мальчик» Т. Гейнсборо и одна из мадонн Рогира;
- Исторический музей Пасадины.

## Спорт
Во время парада роз, в первый день Нового года, проводится легендарное событие в мире американского футбола — матч лучших студенческих команд за «Розовую чашу». Первая игра состоялась 1 января 1902 года. С 1922 года матч проходит в стенах арены «Роуз Боул».
В 1994 году стадион «Роуз Боул» принимал матчи Чемпионата мира по футболу, включая полуфинал, матч за 3 место и финал. На этом стадионе было проведено множество концертов и других мероприятий. Там выступали Бейонсе  («On the Run Tour») и Джей Зи 2 августа 2014 года.

## Города-побратимы
- Ванадзор, Армения
- Людвигсхафен-на-Рейне, Германия
- Мисима, Япония
- Район Сичэн, Пекин, Китай
- Танжер, Марокко
- Ярвенпяа, Финляндия

## В культуре

### В литературе
- Частный сыщик Филип Марлоу, персонаж детективов Рэймонда Чандлера, работал в Пасадене.

### TV
- «Пасадена» — американский телесериал 2001 года на канале Fox, шоу было снято с эфира после показа пяти эпизодов и показано в США полностью только в 2005 году.
- Действие сериала «Теория Большого взрыва», многие персонажи которого являются сотрудниками Калифорнийского технологического института, происходит в городе Пасадена.
- Упоминался в фильме «Убить Билла».
- Действие 1 сезона сериала «Почему женщины убивают» происходит в Пасадене.
- События фильма «Ходят слухи» происходят в Пасадене.
- Действия сериала «Терапия» происходят в Пасадене.
- Действие семейного комедийного сериала «Собака точка ком» происходит в Пасадене.

### Музыка
- Песня группы Maywood «Pasadena», исполненная в стиле мексиканской самбы, является визитной карточкой группы.
- В песне «Быдло быдлячее» (исполн. «вБЕНЗИНЕестьОБЛАКА») упоминается тюрьма Пасадены, в которой отбывал судебный срок Бобби Фишер.